# Houston (Alaska)
Houston is een plaats (city) in de Amerikaanse staat Alaska, en valt bestuurlijk gezien onder Matanuska-Susitna Borough.

## Demografie
Bij de volkstelling in 2000 werd het aantal inwoners vastgesteld op 1202.
In 2006 is het aantal inwoners door het United States Census Bureau geschat op 1870, een stijging van 668 (55.6%).

## Geografie
Volgens het United States Census Bureau beslaat de plaats een oppervlakte van
61,0 km², waarvan 58,0 km² land en 3,0 km² water.

## Plaatsen in de nabije omgeving
De onderstaande figuur toont nabijgelegen plaatsen in een straal van 24 km rond Houston.